# Kościół św. Jana Chrzciciela w Bielsku-Białej
Kościół Świętego Jana Chrzciciela w Bielsku-Białej – rzymskokatolicki kościół parafialny w Bielsku-Białej, w województwie śląskim. Należy do dekanatu Bielsko-Biała I – Centrum diecezji bielsko-żywieckiej. Mieści się w dzielnicy Komorowice, przy ulicy św. Jana Chrzciciela.

## Historia

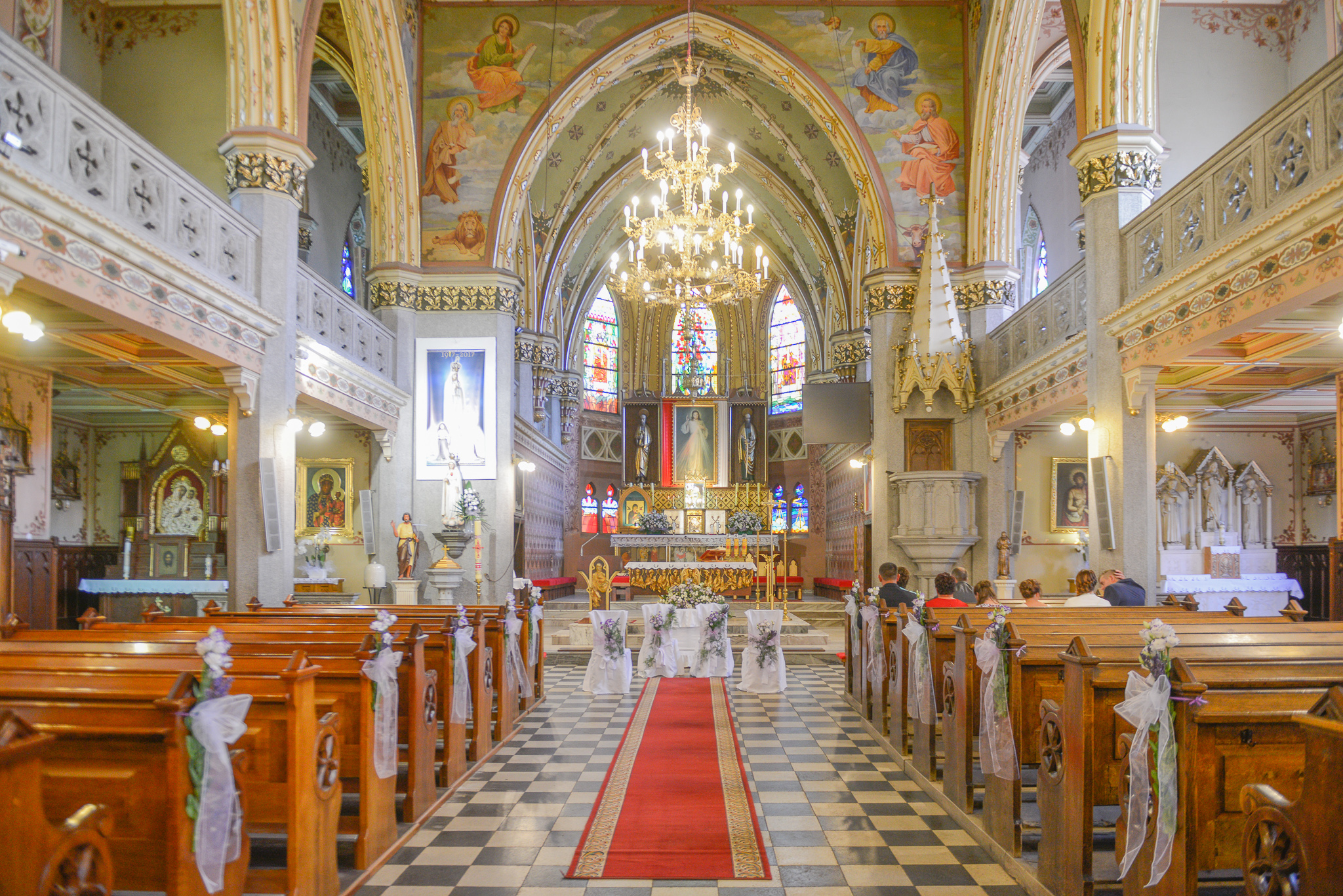
Wnętrze świątyni

Budowa świątyni rozpoczęła się w 1921 roku podczas urzędowania księdza proboszcza Jana Szneidera. Nowa świątynia została zbudowana według projektu architekta Emanuela Rosta jun. w stylu neogotyckim, z elementami architektury modernistycznej (nowa świątynia była wzorowana na katedrze św. Mikołaja w Bielsku-Białej). W 1924 roku nieukończoną świątynię odwiedził metropolita krakowski książę Adam Sapieha. Pierwsze nabożeństwa w nowej świątyni były odprawiane od jesieni 1929 roku, natomiast w dniu 6 września 1931 roku nastąpiło przeniesienia Najświętszego Sakramentu ze starej świątyni do nowej. W czasie okupacji hitlerowcy na wieży kościelnej umieścili punkt obserwacyjny. W 1945 roku, w czasie ostrzału artyleryjskiego zostały zniszczone okna i witraże oraz dach budowli. Po zakończeniu działań wojennych ksiądz proboszcz Franciszek Smolarek rozpoczął prace przy odbudowie świątyni.
Budowla została konsekrowana 26 kwietnia 1964 roku przez krakowskiego biskupa pomocniczego Juliana Groblickiego.